# 近江散歩、奈良散歩
- 街道をゆく > 近江散歩、奈良散歩

『近江散歩、奈良散歩』（おうみさんぽ・ならさんぽ）は、司馬遼太郎の紀行文集『街道をゆく』の第24巻。
「週刊朝日」の1984年1月20日号から7月20日号に連載された。

## 書誌情報
- 単行本：1984年11月発行。
- 朝日文庫：1988年12月20日発行

## 構成
- 第一章　近江散歩
- 第二章　奈良散歩

| スタブアイコン | サブスタブ | この項目は、まだ閲覧者の調べものの参照としては役立たない、文学に関連した書きかけの項目です。この項目を加筆・訂正などしてくださる協力者を求めています（P:文学、PJ:ライトノベル）。項目が小説家・作家の場合には{Writer-substub}を、文学作品以外の本・雑誌の場合には{Book-substub}を貼り付けてください。 |